# 多輻絢鯰
多輻絢鯰，為輻鰭魚綱鯰形目鯰科的其中一種，為熱帶淡水魚，分布於亞洲婆羅洲馬哈甘河流域，體長可達11.2公分，棲息在底層水域，生活習性不明。

## 扩展阅读
維基物種上的相關：多輻絢鯰